# Sceliphron pietschmanni
Sceliphron pietschmanni är en biart som beskrevs av Kohl 1918. Sceliphron pietschmanni ingår i släktet Sceliphron och familjen grävsteklar. Inga underarter finns listade i Catalogue of Life.